# Гандбольный союз Республики Сербской
Гандбольный союз Республики Сербской (серб. Рукометни савез Републике Српске) — спортивная организация, занимающаяся управлением гандбольными клубами и национальными сборными Республики Сербской, назначением гандбольных судей и организацией спортивных соревнований на территории Республики Сербской. Сотрудничает с Министерством по делам семьи, молодёжи и спорта Республики Сербской. Штаб-квартира находится в Баня-Луке в доме 16 по улице Симы Матавуля.

## Деятельность союза

### Соревнования
Под контролем союза находятся мужская и женская сборные по гандболу, участвующие только в товарищеских матчах. Союз организует национальные соревнования по гандболу среди мужчин и женщин, системой управляет Скупщина Гандбольного союза. Проводятся следующие соревнования:
- Первая лига Республики Сербской среди мужчин
- Первая лига Республики Сербской среди женщин
- Вторая лига Республики Сербской (зоны «Запад» и «Восток»)
- Кубок Республики Сербской (мужчины и женщины)
- Турниры среди ветеранов и школьников
- Прочие турниры
- Товарищеские матчи сборных

### Структура
В состав Гандбольного союза Республики Сербской входят пять региональных союзов, представляющих города Баня-Лука, Приедор, Добой, Биелина и Требине. Также в союз входят объединения гандбольных клубов Первой лиги, судей по гандболу и тренеров по гандболу.

## Команды
Команды регистрируются основными судами Республики Сербской, Министерством по делам семьи, молодёжи и спорта Республики Сербской и Гандбольным союзом Республики Сербской.

### Мужские
- Борац (Баня-Лука)[1]
- Косиг (Баня-Лука)
- Омладинац (Баня-Лука)[2]
- Цепелин (Баня-Лука)
- Младост (Баня-Лука)
- Славия (Источно-Сараево)
- Леотар (Требине)
- Биелина[3]
- Србац[4]
- Дервента[5]
- Слога (Добой)[6]
- Локомотива (Брчко)
- Партизан (Козарска-Дубица)
- Приедор
- Дрина (Зворник)
- Теслич
- Херцеговина (Невесине)
- Кото-Варош
- Брод
- Слога (Прнявор)
- Козара (Козарска-Дубица)[7]

### Женские
- Леотар (Требине)
- Борац (Баня-Лука)
- Мира (Приедор)
- Добой
- Единство (Брчко)
- Врбас (Баня-Лука)
- Радник (Биелина)
- Рогатица (Братунац)
- Кнежополька (Козарска-Дубица)
- Дубица (Козарска-Дубица)
- Брод
- Боря (Теслич)

## Сборная
Мужская сборная Республики Сербской по гандболу провела свой первый матч 16 июня 2014 года против Сербии в Баня-Луке и проиграла со счётом 34:44. За сборную РС играли такие известные гандболисты мира, как Даниел Шарич и Младен Боинович.